# Elekcja 1587

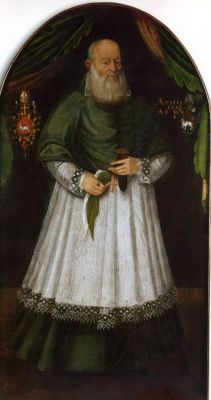
Prymas Stanisław Karnkowski, autor nieznany

Wybór nowego króla Polski po śmierci Stefana Batorego 12 grudnia 1586 roku. Elekcja rozpoczęła się 30 czerwca 1587 roku otwarciem obrad sejmu elekcyjnego w podwarszawskiej Woli, a zakończyła 27 grudnia tego samego roku koronacją na Wawelu Zygmunta Wazy.

## Przed elekcją
Śmierć Stefana Batorego w 1586 roku rozpoczęła trzecie w ciągu ostatnich 15 lat bezkrólewie, choć oznaczać powinna przejęcie władzy przez żonę Batorego Annę Jagiellonkę, która w 1575 roku ogłoszona została królem Polski, a rok później koronowana. Anna jednak zrzekła się swoich praw do korony, a władzę zgodnie z precedensem z pierwszej elekcji objął interrex – arcybiskup gnieźnieński Stanisław Karnkowski, który podczas interregnum miał zajmować się sprawami bieżącymi, jak organizacją elekcji i przyjmowaniem obcych poselstw.

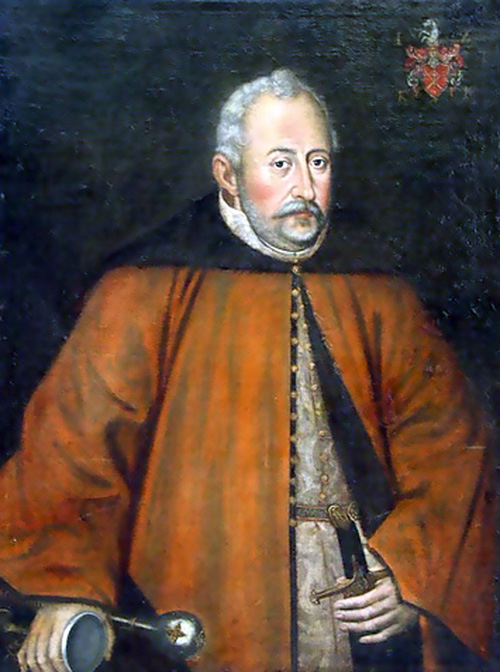
Jan Zamoyski, malowidło Jana Szwankowskiego

Nastroje w Rzeczypospolitej nie rokowały szybkiej i łatwej elekcji. Batory bezpośrednio po śmierci nie cieszył się sympatią szlachty, która oskarżała go o zapędy absolutystyczne oraz tyranię, czego dowodem miało być stracenie Samuela Zborowskiego. Król w ostatnich latach panowania oparł swoje rządy o magnaterię (Zamoyskich, Lubomirskich, Radziwiłłów) zaś szlachta, która w czasie dwóch pierwszych bezkrólewi stanowiła zaplecze społeczne reformy państwa została zepchnięta na margines. Oprócz osłabienia autorytetu tronu, spadło zaufanie szlachty do senatu. Ponadto, jak zawsze istniały duże różnice interesów pomiędzy Koroną a Wielkim Księstwem Litewskim, województwami ruskimi, a resztą kraju, jak i antagonizm między Wielkopolską a Małopolską. Pierwsze niesnaski między stronnictwami wybuchły na sejmie konwokacyjnym, który rozpoczął się 2 lutego 1587. Frakcja Zborowskich uzyskała proskrypcję na dzieło Heidensteina De bello Moscovitico commentariorum libri sex, które było apologią wojen moskiewskich Batorego, a w którym sprawę ścięcia Samuela Zborowskiego przedstawiono jednostronnie na korzyść króla i kanclerza Jana Zamoyskiego. Andrzejowi Zborowskiemu udało się doprowadzić do przywrócenia czci oraz zniesienia banicji brata Krzysztofa.

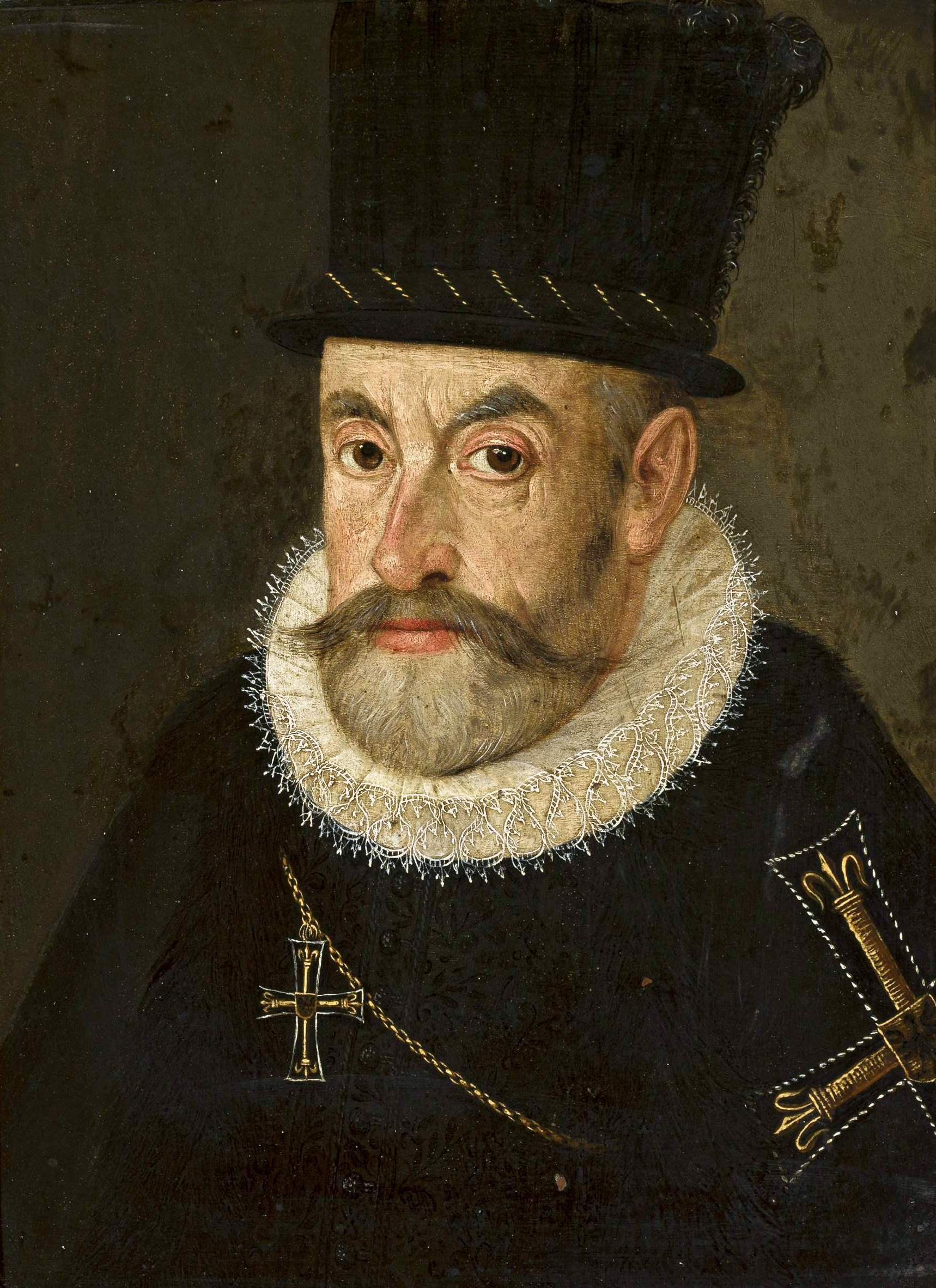
Maksymilian Habsburg, Muzeum Narodowe w Warszawie

## Kandydaci do tronu
Już na sejmie konwokacyjnym przywódcy frakcji starali się zjednać szlachtę do wysuwanych przez siebie kandydatur. Dominowały cztery rozwiązania: habsburskie, szwedzkie (forsowane jako jagiellońskie), moskiewskie i kandydatura króla Piasta, czyli elekcja obywatela Rzeczypospolitej. Za kandydatem pochodzącym z rodu Habsburgów opowiadali się bracia Zborowscy, wojewoda poznański Stanisław Górka, biskup wileński Jerzy Radziwiłł oraz Stanisław Sędziwój Czarnkowski, którzy na forsowanie swojego kandydata otrzymywali duże środki od Rudolfa II. Kandydatura habsburska i wybór króla ultrakatolickiego mógł jednak oznaczać załamanie pokoju religijnego w Rzeczypospolitej gwarantowanego konfederacją warszawską. Elekcja cara Fiodora na władcę Rzeczypospolitej Obojga Narodów znalazła swoich orędowników w Litwinach, którzy widzieli w tej kandydaturze możliwość pokojowego rozwiązania sporów między Rzecząpospolitą a państwem Rurykowiczów. Wybór cara wyeliminowałby zbrojne zagrożenie ze strony Moskwy, jak i pokojowe zagrożenie ze strony Korony (hegemonia Polaków). Król Piast miał swoich zwolenników wśród szlachty Korony, jednak brakowało odpowiedniego kandydata. Optujący za Piastem obawiali się także sprzeciwu szlachty Wielkiego Księstwa Litewskiego, który w najgorszym przypadku oznaczałby zerwanie unii. Kandydaturę szwedzką w osobie królewicza Zygmunta Wazy, syna Jana III Wazy i Katarzyny Jagiellonki forsowała Anna Jagiellonka do której na elekcji przyłączył się Jan Zamoyski. Królewicz ze Szwecji miał gwarantować swobodę żeglugi na Bałtyku, ewentualny sojusz polsko-szwedzki przeciw Moskwie i zwrócenie Rzeczypospolitej Estonii.

## Elekcja

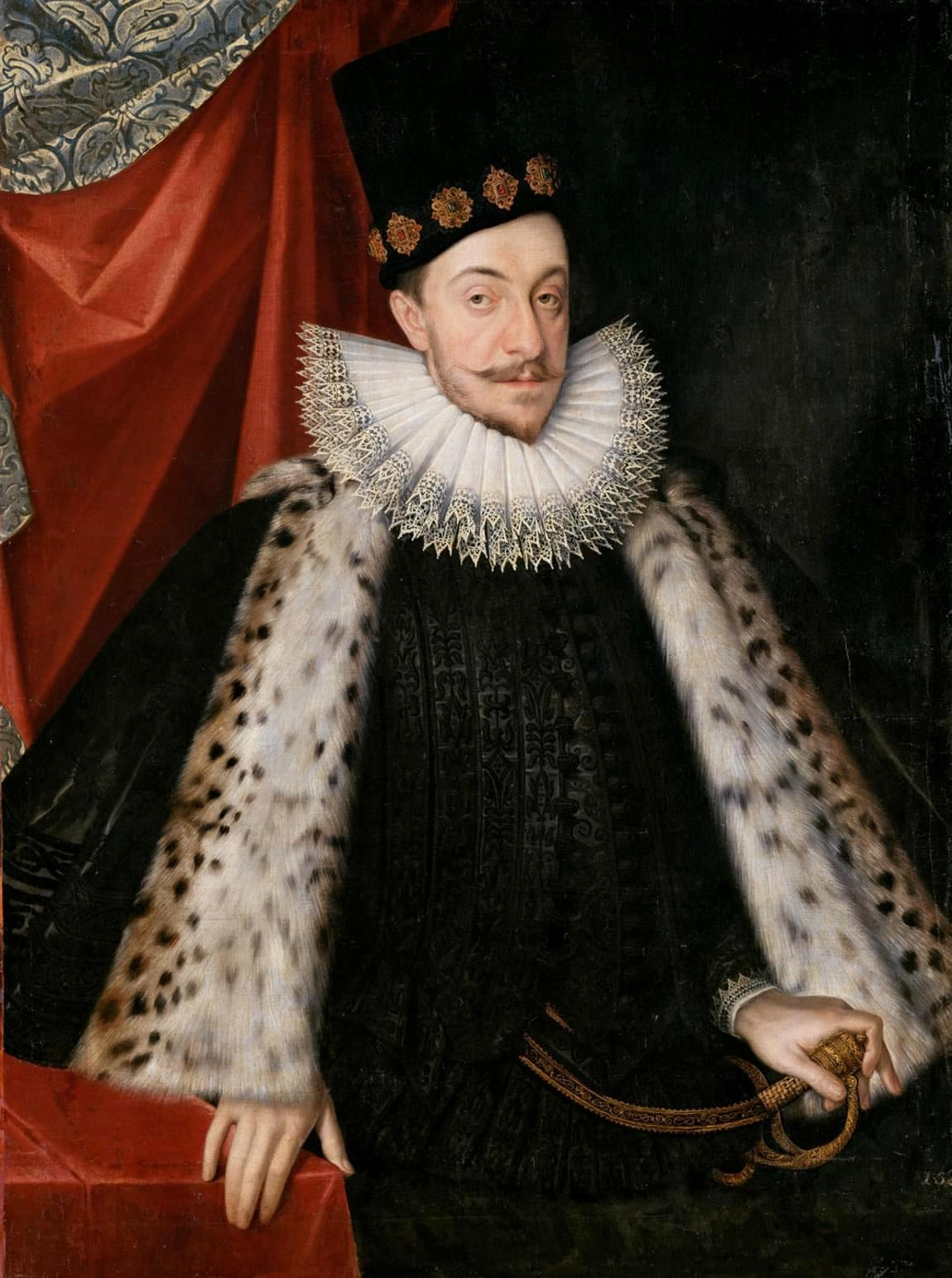
Zygmunt III Waza, malowidło Marcina Kobera

Sejm elekcyjny rozpoczął obrady 30 czerwca 1587 roku na Woli. W obozach wokół pola elekcyjnego magnaci zgromadzili własne oddziały sformowane z klienteli, jak i zaciągniętych żołnierzy. Elektorów podzielono na dwa koła: prokonwokacyjne skupione wokół braci Zborowskich i kandydatury Maksymiliana Habsburga oraz antykonwokacyjne, zwolenników Jana Zamoyskiego, które nazywane było także czarnym, od strojów przywdzianych na znak żałoby po Batorym. Zupełnie nieowocne, pierwsze tygodnie sejmu elekcyjnego zajęło roztrząsanie sprawy śmierci Samuela Zborowskiego oraz innych krzywd jakie doznała rodzina Zborowskich z rąk Zamoyskiego, którego chciano postawić przed sąd. Brak odpowiedzi Zamoyskiego na stawiane mu zarzuty poskutkował ogłoszeniem przez referendarza koronnego Stanisława Czarnkowskiego rokoszu – sejmu konnego, który miał spełnić rolę sądu doraźnego dla Zamoyskiego i innych dostojników zmarłego króla. 27 lipca skonfliktowane strony wyprowadziły wojska na pole, wydając rozkazy przygotowania do bitwy. Ostatecznie przyjęto mediacje prymasa Stanisława Karnkowskiego, wojewody sandomierskiego Stanisława Szafrańca oraz biskupa kamienieckiego Wawrzyńca Goślickiego, która doprowadziła do zażegnania groźby przelewu krwi. Po przybyciu na elekcję posła szwedzkiego Eryka Sparre, którzy przedstawił korzyści płynące z wyboru królewicza szwedzkiego coraz więcej szlachty skłaniało się ku tej kandydaturze. Początkowo niechętny Zygmuntowi Wazie Zamoyski, zmienił zdanie, gdy kandydaturę królewicza poparli prymas Karnkowski, marszałek wielki koronny Andrzej Opaliński oraz Olbracht Łaski. 19 sierpnia prymas nominował Zygmunta Wazę na króla, zaś w odpowiedzi 22 sierpnia koło konwokacyjne ogłosiło królem Maksymiliana Habsburga. Obu elektów nie uznało Wielkie Księstwo Litewskie. Obaj kandydaci wybór przyjęli, a o tym kto zostanie koronowany na króla miały zdecydować działania wojenne.

## Po elekcji. Wojna o koronę

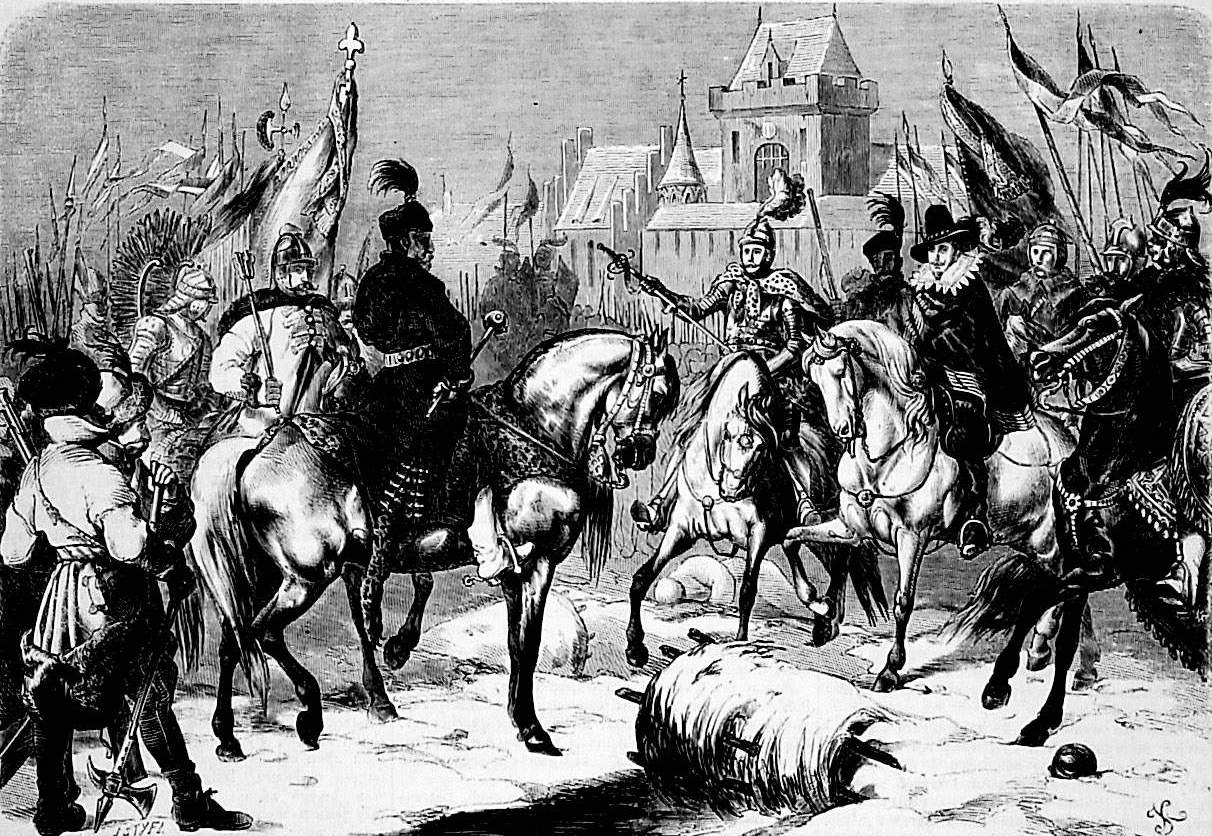
Poddanie się Arcyksięcia Maksymiliana pod Byczyną, malowidło Juliusza Kossaka

27 września 1587 w Ołomuńcu Maksymilian Habsburg przyjął tytuł króla Polski i wielkiego księcia Litwy oraz zaprzysiągł pakta konwenta. Po wkroczeniu do Korony, jego liczącą 5000 żołnierzy armię zasilili polscy zwolennicy w liczbie 1500. Następnym krokiem miało być zdobycie stolicy państwa – Krakowa, jednak opór mieszczan udaremnił ten zamiar. Ostatecznie, po fiasku działań dyplomatycznych (wysyłanie listów do możnej szlachty i mieszczan stolicy oraz członków Akademii Krakowskiej), jak i szturmów na mury miasta, Habsburg 30 listopada 1587 roku odstąpił od oblężenia. Strona szwedzka w osobach posłów Eryka Brahe i Eryka Sparre zaprzysięgła pakta konwenta 24 sierpnia 1587, nie czekając na przybycie do Rzeczypospolitej Zygmunta Wazy. Kandydat pojawił się w Gdańsku 29 września, jednak stosując się do nakazu ojca, nie opuszczał pokładu statku do momentu wykreślenia z paktów punktu o inkorporacji Estonii do Rzeczypospolitej. 7 października Zygmunt Waza zaprzysiągł pakta konwenta w klasztorze Cystersów w Oliwie, a 9 grudnia 1587 roku wkroczył do Krakowa, nie napotykając żadnego oporu ze strony Maksymiliana, który krążył z wojskiem w pobliżu granicy z Cesarstwem. 27 grudnia Zygmunt III Waza został koronowany na króla Polski i wielkiego księcia Litewskiego. 24 stycznia 1588 roku Jan Zamoyski pokonał pustoszące pogranicze polsko-śląskie oddziały Maksymiliana Habsburga w bitwie pod Byczyną. Maksymilian i wierni mu dostojnicy niemieccy i polscy zostali internowani w Krasnymstawie. Ostatecznie konflikt zakończył się na sejmie pacyfikacyjnym (od 6 marca do 23 kwietnia 1589 roku) na którym zwolennicy elekcji Habsburga przysięgli wierność królowi Zygmuntowi III i otrzymali wolność oraz możliwość powrotu do Rzeczypospolitej.
2 grudnia 1587 roku szlachta województwa ruskiego zawiązała konfederację rzeszowską i wezwała zwolenników obu elektów, aby nie uciekali się do działań zbrojnych.